# 아인 파크룬
아인 파크룬(Aïn Fakroun)은 알제리 코뮌에 위치한 알제리의 주이다.  2008년 인구 조사 기준, 아인 파크룬의 인구 수는 48,804명이다.
1. ↑  Statoids